# Добрета
Добрета (на латински: Daurentius or Dauritas; на гръцки: Δαυρέντιος, Δαυρίτας; fl. 577–579) е вожд и пълководец на племената на южните славяни (склавини, sclaveni) през втората половина на 6 век.
Живял е на територията на басейна на река Зала в римската провинция Панония Прима (Панония) в днешна Унгария.
Добрета е първият славянски вожд, който е споменат от византийския историк Менандер Протектор († след 582) по времето на император Маврикий. Според него аварският каган Баян I изпратил посланик при Добрета, за да акцептират Аварския хаганат.
През 578 г. Баян организирал кампания против народа на Добрета.